# 中国移动多媒体广播

CMMB标志

中国移动多媒体广播（英語：China Mobile Multimedia Broadcasting）是一项移动电视和多媒体标准，由中国国家广播电影电视总局制订，基于国家广播电影电视总局广播科学研究院所属TiMiTech公司研发的人造卫星和地面交互式多服务架构（STiMi）。
中国移动多媒体广播城市地面信号使用U波段（470MHz－798MHz），卫星信号使用S波段（2635MHz－2660MHz），以25MHz的带宽提供25个视频、30个音频节目和附加的数据通道。

## 发展状况
在曾经的服务可用期内，中国移动多媒体广播覆盖中国37个省会级城市、191个地级市以及香港地区。此外部分非洲和南美洲国家也开通了中国移动多媒体广播信号，但由于中国移动于2016年5月执行的业务调整，旗下手机电视业务已于北京时间2016年6月30日24时正式停止提供服务。现时中国内地移动电视市场已被另一中国国家标准DTMB占领，也有厂商推出了适用于移动终端的DTMB设备。

## 主要特点
- 可提供数字广播电视节目、综合信息和紧急广播服务，实现卫星传输与地面网络相结合的无缝协同覆盖，支持公共服务。
- 支持手机、PDA、MP3、数码相机、笔记本电脑以及在汽车、火车、轮船等含有CMMB接收芯片的特定小型接收终端（不是全部），接收视频、音频、数据等多媒体业务（视频、数据需有存储设备及显示屏支持）。
- 采用具有自主知识产权的移动多媒体广播电视技术，系统可运营、可维护、可管理，具备广播式、双向式服务功能，可根据运营要求逐步扩展。
- 支持中央和地方相结合的运营体系，具备加密授权控制管理体系，支持统一标准和统一运营，支持用户全国漫游。

## 站外链接
- 中广传播
- 中关村在线:CMMB手机电视正走『下坡路』（页面存档备份，存于）
- 关于手机电视业务下线的公告（页面存档备份，存于）